# Armée des confins
L'armée des confins (army of the border) est une armée de l'Union pendant la guerre de Sécession. Elle est créée à partir d'unités du département du Kansas pour s'opposer au raid de Sterling Price en 1864. Samuel R. Curtis a le commandement de l'armée tout au long de son existence.
Le major général James G. Blunt, qui commande le district du sud du Kansas, est placé au commandement de la première division de l'armée, qui est divisée en trois brigades de régiments de cavalerie de volontaires et une quatrième d'unités de la milice de l'État du Kansas. Le major général George Dietzler (en) commande le reste des unités de la milice de l'État du Kansas et les regroupe dans la deuxième division de l'armée.
La division de Blunt combat lors des batailles de Lexington et de Little Blue River, avant de reculer et de se joindre à Curtis et au reste de l'armée à Westport. Lors de la bataille de Westport, les deux divisions de Curtis sont rejointes par la division de cavalerie d'Alfred Pleasonton du département du Missouri, portant l'armée de l'Union à environ 22 000 hommes y compris la cavalerie de Pleasonton. Après la bataille, les unités de la milice retournent dans leurs comtés respectifs, tandis que les volontaires de Blunt continuent la poursuite avec la division de Pleasonton. La division de Blunt combat Price lors de la dernière grande bataille de la campagne à Newtonia.
L'armée du Missouri de Price arrive à Pheasant Ford le 7 novembre 1864 et commence à traverser le gué au même endroit qu'elle avait emprunté deux mois auparavant. L'armée des confins n'arrive au gué que le 8 novembre 1864, ne trouvant que des traînards. Curtis rapporte qu'un « un grand cri a retenti dans l'armée des confins » lorsque les hommes réalisent que la campagne est terminée.

## Commandant
- Major général Samuel R. Curtis (14 octobre - 8 novembre 1864)

## Principales batailles et campagnes
- Expédition de Price dans le Missouri
  - Seconde bataille de Lexington (seule la 1st division de Blunt y participe)
  - Bataille de Little Blue River (seule la 1st division de Blunt y participe)
  - Bataille de Byram's Ford (seule la 1st division de Blunt y participe)
  - Bataille de Westport (la division de Blunt et des éléments de la milice de l'État de Dietzler sont impliqués)
  - Bataille de Mine Creek (seule la 2nd division de Pleasonton y participe)
  - Seconde bataille de Newtonia (seule la 1st division de Blunt y participe)

### Abréviations utilisées

#### Grade militaire
- MG = Major général
- BG = Brigadier général
- Col = Colonel
- Ltc = Lieutenant colonel
- Maj = Commandant
- Cpt = Capitaine
- Lt = 1er Lieutenant
- 2Lt = 2e Lieutenant

### Armée des confins
La liste est l'ensemble de l'armée des confins. Les brigades de cette armée ont combattu lors des batailles du raid de Price.
MG Samuel Ryan Curtis
Escorte :
- 2nd Kansas Cavalry (en) (bataillon) : commandant Henry Hopkins
- Compagnie G, 11th Kansas Cavalry (en) : Cpt C. L. Gove
- Compagnie H, 15th Kansas Cavalry (en)
- Batterie d'obusiers de montagne: Lt Edward Gill

| Division | Brigade | Régiments et autres |
| --- | --- | --- |
| Première division provisoire de cavalerie MG James G. Blunt Escorte : Compagnie E, 14th Kansas Cavalry (en) : 2Lt William B. Clark | 1st brigade Col Charles R. Jennison (en)                                                                    | - 15th Kansas Cavalry (en) : Ltc George H. Hoyt - 3th Wisconsin Cavalry (en) (5 compagnies) : Lt James B. Pond (en) - Bataillon provisoire de conscrits de la milice du Missouri de Foster : Cpt George S. Grover - Batterie d'obusiers de montagne (5 à 12 pdr): 2Lt Henry L. Barker                                      |
| Première division provisoire de cavalerie MG James G. Blunt Escorte : Compagnie E, 14th Kansas Cavalry (en) : 2Lt William B. Clark | 2nd brigade Col Thomas Moonlight                                                                            | - 11th Kansas Militia Infantry (en) : Col R. J. Mitchell - Compagnies de L & M, 5th Kansas Cavalry (en) - 11th Kansas Cavalry (en) (9 compagnies) : Ltc Preston B. Plumb (en) - Compagnies A & D, 16th Kansas Cavalry (en) - Batterie d'obusiers de montagne (4 à 12 pdr) [maniée par la compagnie E, 11th Kansas Cavalry] |
| Première division provisoire de cavalerie MG James G. Blunt Escorte : Compagnie E, 14th Kansas Cavalry (en) : 2Lt William B. Clark | 3rd brigade [division de la milice de l'État du Kansas] Col Charles W. Blair (en) BG William H. M. Fishbeck | - 6th Kansas Militia Infantry (en) : Col James Montgomery (en) - Bataillon de cavalerie de la milice du Kansas d'Eves : Ltc George Eves - 2nd Kansas Light Artillery (en), section de droite : Lieutenant Daniel C. Knowles - 9th Wisconsin Battery (en) : Cpt James H. Dodge                                              |
| Première division provisoire de cavalerie MG James G. Blunt Escorte : Compagnie E, 14th Kansas Cavalry (en) : 2Lt William B. Clark | 4th brigade Col James Hobart Ford (en)                                                                      | - 2nd Colorado Cavalry (en) : Maj J. H. Pritchard - 16th Kansas Cavalry (en) (détachement) - McLain Independant Colorado Battery (en) (6 canons) : Cpt W. D. McLain |

| Division                                                                                                | Brigade                                         | Régiments et Autres |
| --- | ----------------------------------------------- | --- |
| Deuxième division MG Alfred Pleasonton Escorte : Compagnie A, 11th Kansas Cavalry : Cpt Henry E. Palmer | Première brigade Col John Finis Philips (en)    | - 1er Missouri Milice de l'État de la Cavalerie: Ltc avec les sections de bazel F. Lazear - 4e Missouri Milice de l'État de la Cavalerie: Maj George W. Kelly - 7 Missouri Milice de l'État de la Cavalerie: Ltc Thomas Théodore Crittenden |
| Deuxième division MG Alfred Pleasonton Escorte : Compagnie A, 11th Kansas Cavalry : Cpt Henry E. Palmer | Deuxième brigade de BG John McNeil              | - 17 Illinois Cavalerie: Col Jean Lourie Beveridge - 7 Kansas Cavalerie: Maj Francis M. Malone - 2e Cavalerie du Missouri: Cpt George M. Houston - 13 Cavalerie du Missouri: Col Edwin C. Catherwood - 3e Missouri Milice de l'État de la Cavalerie: Ltc Henry M. Matthews - 5e Missouri Milice de l'État de la Cavalerie: Ltc Joseph A. Eppstein - 9 Missouri Milice de l'État de la Cavalerie: le lieutenant-colonel Daniel M. Draper - La batterie B, 2e Missouri Artillerie Légère - Batterie d'obusiers de montagne (4 à 12 pdr) |
| Deuxième division MG Alfred Pleasonton Escorte : Compagnie A, 11th Kansas Cavalry : Cpt Henry E. Palmer | Troisième brigade BG John Benjamin Sanborn      | - 2e Arkansas Cavalerie: Col Jean-Elisée Phelps - 6 Missouri Milice de l'État de la Cavalerie: le Major William Aplomb - 8 Missouri Milice de l'État de la Cavalerie: Col Joseph J. Gravement - 6e Provisoire Inscrit la Milice du Missouri: Col John F. McMahan - 7e Provisoire Inscrit la Milice du Missouri: Maj W. B. Mitchell - Batterie H, 2e Missouri Artillerie Légère: Cpt William C. F. Montgomery - Batterie L, 2e Missouri Artillerie Légère: Cpt Charles H. Thurber                                                      |
| Deuxième division MG Alfred Pleasonton Escorte : Compagnie A, 11th Kansas Cavalry : Cpt Henry E. Palmer | Quatrième brigade Ltc Frederick William Benteen | - 7 Indiana Cavalerie: Maj S. W. Simonson - 3e Iowa Cavalerie: Maj Benjamin S. Jones - 4th Iowa Cavalry (en) : Maj Abial R. Pierce - 4th Missouri Cavalry (en) (détachement) : Cpt Charles D. Knispel (commandement combiné avec le 7th Indiana Cavalry) - 10th Missouri Cavalry (en) : Maj William H. Lusk |